# أغاثا ماكسيموفا
أغاثا ماكسيموفا (من مواليد 23 يونيو 1993) عارضة أزياء وممثلة ومسابقة ملكة جمال روسية فرنسية مثلت فرنسا في مسابقة ملكة جمال أوروبا 2018 ، و ملكة جمال إنتركونتيننتال 2018.

## نشأتها
ولدت أغاثا في 23 يونيو 1993 في موسكو ، روسيا. منذ عام 2013 تعيش في باريس وتعمل مع رجل الأعمال الفرنسي تيبو ماتي. تتحدث الإنجليزية و الفرنسية و الروسية. وهي أيضًا متزلجة محترفة ومتزلجة في رقص الباليه على الجليد حتى 17 عمرها.

## روابط خارجية
- Agatha Maksimova at Miss Intercontinental Official Website
- Agatha Maksimova at Bellazon
- Agatha Maksimova on the URBN Models
- Agatha Maksimova on Kavyar
- Agatha Maksimova on Audray Saulem
- Agatha Maksimova profile on actor french agency "Agence MCA" website